# 4 kompania Baonu średzkiego
4 kompania Baonu średzkiego - ochotnicza kompania piechoty biorąca udział w powstaniu wielkopolskim. Wyruszyła na front dopiero pod koniec powstania - 18 lutego 1919. Dwa dni wcześniej, 16 lutego 1919 został podpisany traktat w Trewirze, który wszedł w życie 20 lutego 1919. Układ ten określił prawnomiędzynarodową pozycję Wielkopolski i na płaszczyźnie formalnej zamknął okres walk powstańczych, choć niestabilna sytuacja w regionie powodowała jeszcze przez jakiś czas wybuchy lokalnych konfliktów.